# Скупштина СР Србије
Скупштина Социјалистичке Републике Србије је била највиши орган власти у оквиру права и дужности друштвено-политичке заједнице у Социјалистичкој Републици Србији, од 1945. до 1991. године.
Конституисана је 9. априла 1945. на заседању Антифашистичке скупштине народног ослобођења Србије (АСНОС) када је АСНОС преименован у Народну скупштину Србије. Након избора за Уставотворну скупштину, одржаних 10. новембра 1946. Народна скупштина је 17. јануара 1947. донела Устав НР Србије којим је променила назив у Народна скупштина Народне Републике Србије. Овај назив носила је до доношења новог Устава 7. априла 1963. када је преименована у Скупштину Социјалистичке Републике Србије. Усвајањем Устава Србије 28. септембра 1990. преименована је Народну скупштину Републике Србије, која је конституисана 11. јануара 1991. након првих вишепартијских избора.
Скупштина је у периоду од 1945. до 1953. била једнодомна, а од 1953. до 1990. имала је више већа. Од 1953. до 1963. постојали су Републичко веће и Веће произвођача, од 1963. до 1974. пет већа — Републичко веће, Привредно веће, Просветно-културно веће, Социјално-здравствено веће и Организационо-политичко веће, а од 1974. до 1990. три већа — Веће удруженог рада, Веће општина и Друштвено-политичко веће. Извршни орган Скупштине представљало је Извршно веће Скупштине СР Србије, а пре тога до 1953. Влада НР Србије.
У периоду од априла 1945. до фебруара 1953. постојао је Президијум Народне скупштине НР Србије, који је био колективни шеф државе у НР Србији. Након његовог укидања, функцију шефа државе обављао је председник Народне скупштине све до маја 1974. када је установљено Председништво СР Србије, чије је чланове и председника бирала Скупштина.

## Сазиви скупштина
| сазив | избори                            | период             | период              | назив                                               | број домова |
| ----- | --------------------------------- | ------------------ | ------------------- | --------------------------------------------------- | ----------- |
| /     | /                                 | 9. новембар 1944.  | 9. април 1945.      | Антифашистичка скупштина народног ослобођења Србије | једнодомна  |
| /     | /                                 | 9. април 1945.     | 19. фебруар 1946.   | Народна скупштина Србије                            | једнодомна  |
| /     | /                                 | 19. фебруар 1946.  | 20. новембар 1946.  | Народна скупштина НР Србије                         | једнодомна  |
| 1     | 10. новембар 1946.                | 20. новембар 1946. | 17. јануар 1947.    | Уставотворна скупштина НР Србије                    | једнодомна  |
| 1     | 10. новембар 1946.                | 17. јануар 1947.   | 8. април 1951.      | Народна скупштина НР Србије                         | једнодомна  |
| 2     | 18. март 1951.                    | 8. април 1951.     | 11. септембар 1953. | Народна скупштина НР Србије                         | једнодомна  |
| 3     | 22. новембар и 24. новембар 1953. | 14. децембар 1953. | 7. јануар 1958.     | Народна скупштина НР Србије                         | дводомна    |
| 4     | 26. фебруар и 23. март 1958.      | 12. април 1958.    | 9. април 1963.      | Народна скупштина НР Србије                         | дводомна    |
| 5     | 16. јун 1963.                     | 25. јун 1963.      | 6. мај 1965.        | Скупштина СР Србије                                 | петодомна   |
| 5     | 18. април 1965.                   | 6. мај 1965.       | 6. мај 1967.        | Скупштина СР Србије                                 | петодомна   |
| 5     | 23. април 1967.                   | 6. мај 1967.       | 25. април 1969.     | Скупштина СР Србије                                 | петодомна   |
| 6     | 13. април 1969.                   | 6. мај 1969.       | 19. април 1974.     | Скупштина СР Србије                                 | петодомна   |
| 7     | април 1974.                       | 6. мај 1974.       | 20. април 1978.     | Скупштина СР Србије                                 | тродомна    |
| 8     | април 1978.                       | 5. мај 1978.       | 28. април 1982.     | Скупштина СР Србије                                 | тродомна    |
| 9     | април 1982.                       | 5. мај 1982.       | 24. април 1986.     | Скупштина СР Србије                                 | тродомна    |
| 10    | април 1986.                       | 6. мај 1986.       | 14. септембар 1989. | Скупштина СР Србије                                 | тродомна    |
| 11    | 10, 12. и 30. новембар 1989.      | 5. децембар 1989.  | 11. јануар 1991.    | Скупштина СР Србије                                 | тродомна    |

## Председници скупштина
| назив                                       | сазив | број | име и презиме         | почетак мандата    | крај мандата        | трајање мандата    | напомена | реф. |
| ------------------------------------------- | ----- | ---- | --------------------- | ------------------ | ------------------- | ------------------ | --- | ---- |
| АСНОС 1944—1945.                            | —     | —    | Синиша Станковић      | 9. новембар 1944.  | 9. април 1945.      | 2 године, 11 дана  | У функцији председника као председник Председништва АСНОС, Председништва Народне скупштине и Президијума Народне скупштине НР Србије |      |
| Народна скупштина Србије 1945—1946.         | —     | —    | Синиша Станковић      | 9. април 1945.     | 19. фебруар 1946.   | 2 године, 11 дана  | У функцији председника као председник Председништва АСНОС, Председништва Народне скупштине и Президијума Народне скупштине НР Србије |      |
| Народна скупштина НР Србије 1946.           | —     | —    | Синиша Станковић      | 19. фебруар 1946.  | 20. новембар 1946.  | 2 године, 11 дана  | У функцији председника као председник Председништва АСНОС, Председништва Народне скупштине и Президијума Народне скупштине НР Србије |      |
| Уставотворна скупштина НР Србије 1946—1947. | 1     | 1    | Аћим Груловић         | 20. новембар 1946. | 17. јануар 1947.    | 345 дана           | поднео оставку 31. октобра 1948. због болести                                                                                        |      |
| Народна скупштина НР Србије 1947—1963.      | 1     | 1    | Аћим Груловић         | 17. јануар 1947.   | 31. октобар 1948.   | 345 дана           | поднео оставку 31. октобра 1948. због болести                                                                                        |      |
| Народна скупштина НР Србије 1947—1963.      | 1     | 2    | Иса Јовановић         | новембар 1948.     | 8. април 1951.      | 4 године, 314 дана | |      |
| Народна скупштина НР Србије 1947—1963.      | 2     | 2    | Иса Јовановић         | 8. април 1951.     | 11. септембар 1953. | 4 године, 314 дана | |      |
| Народна скупштина НР Србије 1947—1963.      | 3     | 3    | Петар Стамболић       | 14. децембар 1953. | 6. април 1957.      | 3 године, 113 дана | |      |
| Народна скупштина НР Србије 1947—1963.      | 3     | 4    | Јован Веселинов       | 6. април 1957.     | 7. јануар 1958.     | 6 година, 3 дана   | |      |
| Народна скупштина НР Србије 1947—1963.      | 4     | 4    | Јован Веселинов       | 12. април 1958.    | 9. април 1963.      | 6 година, 3 дана   | |      |
| Скупштина СР Србије 1963—1991.              | 5     | 5    | Душан Петровић        | 25. јун 1963.      | 20. април 1967.     | 3 године, 299 дана | |      |
| Скупштина СР Србије 1963—1991.              | 6     | 6    | Милош Минић           | 6. мај 1967.       | 25. април 1969.     | 1 година, 354 дана | |      |
| Скупштина СР Србије 1963—1991.              | 7     | 7    | Драгослав Марковић    | 6. мај 1969.       | 19. април 1974.     | 4 године, 348 дана | |      |
| Скупштина СР Србије 1963—1991.              | 8     | 8    | Живан Васиљевић       | 6. мај 1974.       | 20. април 1978.     | 3 године, 349 дана | |      |
| Скупштина СР Србије 1963—1991.              | 9     | 9    | Душан Чкребић         | 5. мај 1978.       | 28. април 1982.     | 3 године, 358 дана | |      |
| Скупштина СР Србије 1963—1991.              | 10    | 10   | Бранко Пешић          | 5. мај 1982.       | 5. мај 1984.        | 2 године, 0 дана   | |      |
| Скупштина СР Србије 1963—1991.              | 10    | 11   | Слободан Глигоријевић | 5. мај 1984.       | 8. мај 1985.        | 2 године, 1 дан    | |      |
| Скупштина СР Србије 1963—1991.              | 10    | 11   | Слободан Глигоријевић | 8. мај 1985.       | 6. мај 1986.        | 2 године, 1 дан    | [ 2 ] |      |
| Скупштина СР Србије 1963—1991.              | 11    | 12   | Бранислав Иконић      | 6. мај 1986.       | 6. мај 1988.        | 2 године, 0 дана   | |      |
| Скупштина СР Србије 1963—1991.              | 11    | 13   | Борисав Јовић         | 6. мај 1988.       | 8. мај 1989.        | 1 година, 2 дана   | прешао на дужност члана Председништва СФРЈ                                                                                           |      |
| Скупштина СР Србије 1963—1991.              | 11    | 14   | Зоран Соколовић       | 8. мај 1989.       | 14. септембар 1989. | 1 година, 248 дана | |      |
| Скупштина СР Србије 1963—1991.              | 12    | 14   | Зоран Соколовић       | 5. децембар 1989.  | 11. јануар 1991.    | 1 година, 248 дана | |      |